# Termas El Amarillo
Las termas El Amarillo son aguas termales del sur de Chile localizadas a 6 km al este de la localidad El Amarillo y a 30 km de la ciudad de Chaitén, en la Región de Los Lagos. 
Las aguas termales provienen de afloraciones del volcán Michimahuida, consideradas hipertermales por ser muy calientes, el promedio de la temperatura de las aguas es de 52 °C, contienen azufre y son recomendables para tratar el reuma, pero son contraindicadas para la artritis, colágeno, psoriásis y fiebre reumática. Se pueden recibir baños con aplicaciones de barro y además se pueden tomar baños de vapor, muy recomendables para el cutis y para la piel. La zona ofrece paisajes muy reconocidos para el descanso, pudiéndose avistar el glaciar Yelcho y el lago Yelcho.
El recinto termal fue destruido por un aluvión —que también dejó a una persona desaparecida— el 16 de mayo de 2020, luego de intensas lluvias registradas en la zona.